# One Day Crossing
One Day Crossing ist ein ungarischer Drama-Kurzfilm von Joan Stein aus dem Jahr 2001, in dem es um eine Jüdin, die sich zur Zeit des Holocaust als Christin verkleidet, um ihre Familie zu schützen. Der Film wurde als Bester Kurzfilm für die Oscarverleihung 2001 nominiert.

## Handlung
Die Handlung spielt am 15. Oktober 1944 in Budapest, Ungarn. Die Regierung hatte sich an die Alliierten ergeben, die Pfeilkreuzler waren an der Macht. Die Figur der Teresa schützt ihre Kinder, indem sie ihre religiöse Identität verleugnet und sich als Christin ausgibt. Als ihr Ehemann einen jüdischen Jungen rettet und zur Unterkunft bringt, wird sie mit Fragen der Identität gegenüber der Chance auf Überleben im Krieg konfrontiert.

## Produktion
Joan Stein begann 1999 in Budapest zu filmen, One Day Crossing war ihre Abschlussarbeit ihres Studiums an der Columbia University. Nach mehreren Monaten an Vorbereitungen begann sie mit Christina Lazaridi zusammenzuarbeiten, die selbst einige Ideen zu einem Film über die Zeit des Zweiten Weltkrieges hatte.
Das ursprüngliche Filmskript war in englischer Sprache verfasst, allerdings wurde es später zur Authentizität in Magyaren übersetzt.

## Auszeichnungen
Gewonnen
- 2001: „Interfaith Award“ des St. Louis International Film Festival
- 2000: „DGA Student Film Award“ & die „Goldmedaille“ der Student Academy Awards

Nominiert
- Bester Kurzfilm für die Oscarverleihung 2001